# Sint-Aldegondiskerk (Mespelare)

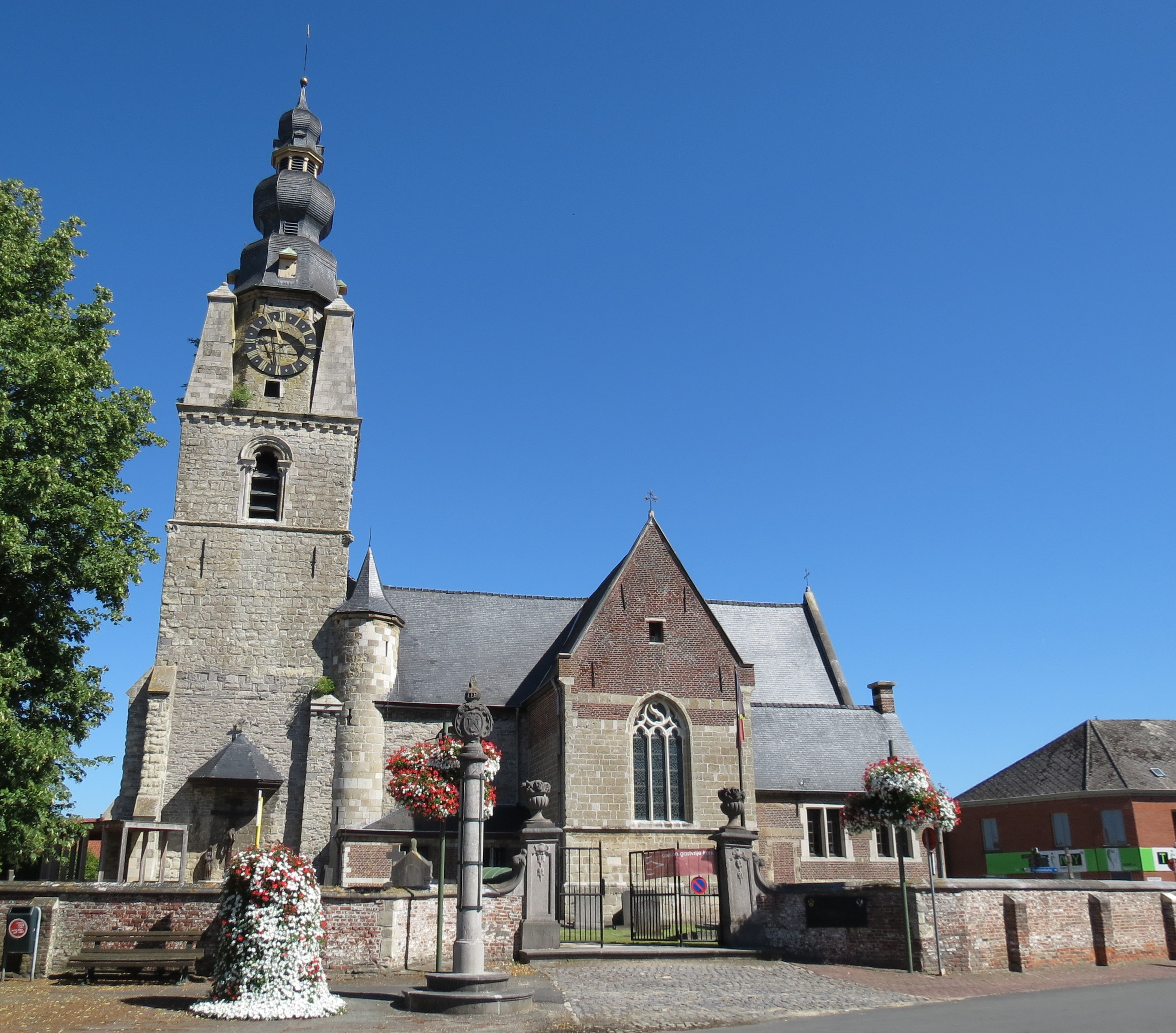
Sint-Aldegondiskerk

De Sint-Aldegondiskerk is de parochiekerk van de tot de Oost-Vlaamse gemeente Dendermonde behorende plaats Mespelare, gelegen aan de Mespelarestraat.

## Geschiedenis
Oorspronkelijk was hier een bescheiden romaanse zaalkerk welke uit het laatste kwart van de12e eeuw zou stammen. Omstreeks 1300 werd een laatromaanse toren gebouwd. Begin 15e eeuw werd een gotisch transept toegevoegd, uitgevoerd in zandsteen. De sacristie is van 1650. In 1737 werd het houten plafond van het schip vervangen door een tongewelf met stucwerk in Lodewijk XIV-stijl. In 1745 werd de toren door de bliksem getroffen, waarna in 1756 een nieuwe spits in barokstijl werd gebouwd. In 1779 werd het westportaal vernieuwd in Lodewijk XVI-stijl.

## Gebouw
Het betreft een eenbeukige kruiskerk met voorgebouwde westtoren die aan de zuidkant geflankeerd wordt door een traptoren. De toren is in diverse soorten zandsteen opgetrokken. Ook het transept is in zandsteen, afgezien van de zuidelijke topgevel die in baksteen werd uitgevoerd. Het zaalkerkje was opgetrokken in blauwe hardsteen, waarvan delen nog aanwezig zijn. De toren heeft een barokke torenhelm die met leien bedekt is.

## Interieur
De kerk bezit een zevental schilderijen (begin 18e eeuw) die episoden uit het leven van Sint-Aldegondis uitbeelden. Het noordelijk zijaltaar bezit het altaarstuk Jezus aan het kruis door M. Van Aerdenburch van omstreeks 1635.
Er is een gepolychromeerd houten Sint-Aldegondisbeeld, vermoedelijk 17e-eeuws. Het hoofdaltaar is een portiekaltaar in barokstijl van 1663. Het noordelijk zijaltaar, gewijd aan Onze-Lieve-Vrouw, is van 1638. Het zuidelijk zijaltaar, gewijd aan Sint-Aldegondis, is van 1617 en het werd verhoogd in 1769.
De lambrisering is van 1767, de communiebank van 1743 en de preekstoel van 1737. Van 1767 zijn de biechtstoelen. Het doopvont 4, in de vorm van een antieke vaas, is van 1733. Het orgel, vervaardigd door Jean-Baptiste Goynaut is van 1777.
De kerk heeft een beiaard met 21 klokken. De kerk wordt omgeven door een kerkhof.